# Acanthopagrus sivicolus
Acanthopagrus sivicolus es una especie de peces de la familia Sparidae en el orden de los Perciformes.

## Morfología
• Los machos pueden llegar alcanzar los 45 cm de longitud total.

## Distribución geográfica
Se encuentra en las  costas del noroeste del Pacífico: es una especie  endémica de las Islas Ryukyu (Japón).